# Olympische Sommerspiele 2004/Hockey
Die Hockey-Turniere der Olympischen Sommerspiele 2004 fanden vom 14. bis 27. August 2004 im Olympic Hockey Centre des Elliniko Olympic Complex im Athener Vorort Elliniko statt.
Hockey war erstmals bei Olympischen Spielen 1908 in London im Programm, seit 1928 ohne Unterbrechungen. Der Wettbewerb der Damen kam 1980 hinzu.
Sowohl die deutschen Damen als auch die australischen Herren gewannen bei diesen Spielen zum ersten Mal Gold.

## Herren
Australien wurde zum ersten Mal Olympiasieger im Hockey. Es besiegte die Niederlande im Finale mit 2:1 in der Verlängerung. Das Golden Goal erzielte Jamie Dwyer.
Die deutsche Mannschaft siegte im Spiel um Platz 3 gegen Spanien mit 4:3 ebenfalls nach Verlängerung. Das Golden Goal schoss Björn Michel in der 80. Minute.

### Turniermodus
Die Herren spielten wie 2000 in Sydney zunächst in zwei Sechser-Gruppen A und B. Anschließend wurden die Platzierungen im K.-o.-System ermittelt. Der Ersten und Zweiten der Gruppe spielten über Kreuz die Halbfinale und dann um die Medaillen. Die Dritten und Vierten der Gruppen spielten um die Plätze Fünf bis Acht, die Fünften und Sechsten um die Plätze Neun bis Zwölf.

### Gruppe A
| Aufgrund der besseren Tordifferenz belegte Spanien vor Deutschland den ersten Platz. Beide qualifizierten sich für das Halbfinale. |  |                              |            |  |
| 15. August |  | Südkorea – Spanien           | 1:1 (1:0)  |  |
| |  | Deutschland – Pakistan       | 2:1 (2:0)  |  |
| |  | Großbritannien – Ägypten     | 3:1 (1:0)  |  |
| 17. August |  | Südkorea – Großbritannien    | 3:2 (0:1)  |  |
| |  | Ägypten – Pakistan           | 0:7 (0:5)  |  |
| |  | Spanien – Deutschland        | 1:1 (1:0)  |  |
| 19. August |  | Pakistan – Südkorea          | 3:0 (0:0)  |  |
| |  | Deutschland – Ägypten        | 6:1 (1:1)  |  |
| |  | Großbritannien – Spanien     | 1:5 (0:3)  |  |
| 21. August |  | Ägypten – Südkorea           | 0:11 (0:3) |  |
| |  | Spanien – Pakistan           | 4:0 (2:0)  |  |
| |  | Deutschland – Großbritannien | 4:1 (1:0)  |  |
| 23. August |  | Spanien – Ägypten            | 3:0 (1:0)  |  |
| |  | Pakistan – Großbritannien    | 8:2 (2:1)  |  |
| |  | Südkorea – Deutschland       | 2:2 (1:1)  |  |

| Tabelle Gruppe A | Tabelle Gruppe A | Tabelle Gruppe A | Tabelle Gruppe A | Tabelle Gruppe A |
| Platz            | Team             | Spiele           | Tore             | Punkte           |
| ---------------- | ---------------- | ---------------- | ---------------- | ---------------- |
| 1.               | Spanien          | 5                | 14:3             | 11               |
| 2.               | Deutschland      | 5                | 15:6             | 11               |
| 3.               | Pakistan         | 5                | 19:8             | 9                |
| 4.               | Südkorea         | 5                | 17:8             | 8                |
| 5.               | Großbritannien   | 5                | 9:21             | 3                |
| 6.               | Ägypten          | 5                | 2:30             | 0                |

### Gruppe B
| Die Niederlande und Australien qualifizierten sich für das Halbfinale. |  |                           |           |  |
| 15. August                                                             |  | Australien – Neuseeland   | 4:1 (2:0) |  |
|                                                                        |  | Argentinien – Südafrika   | 1:2 (1:0) |  |
|                                                                        |  | Niederlande – Indien      | 3:1 (1:0) |  |
| 17. August                                                             |  | Argentinien – Australien  | 2:2 (2:1) |  |
|                                                                        |  | Südafrika – Indien        | 2:4 (2:1) |  |
|                                                                        |  | Neuseeland – Niederlande  | 3:4 (1:2) |  |
| 19. August                                                             |  | Niederlande – Südafrika   | 3:2 (1:2) |  |
|                                                                        |  | Neuseeland – Argentinien  | 3:1 (1:1) |  |
|                                                                        |  | Australien – Indien       | 4:3 (1:1) |  |
| 21. August                                                             |  | Indien – Neuseeland       | 1:2 (0:0) |  |
|                                                                        |  | Südafrika – Australien    | 2:3 (1:2) |  |
|                                                                        |  | Argentinien – Niederlande | 2:4 (0:3) |  |
| 23. August                                                             |  | Neuseeland – Südafrika    | 4:1 (1:1) |  |
|                                                                        |  | Indien – Argentinien      | 2:2 (1:0) |  |
|                                                                        |  | Australien – Niederlande  | 1:2 (1:2) |  |

| Tabelle Gruppe B | Tabelle Gruppe B | Tabelle Gruppe B | Tabelle Gruppe B | Tabelle Gruppe B |
| Platz            | Team             | Spiele           | Tore             | Punkte           |
| ---------------- | ---------------- | ---------------- | ---------------- | ---------------- |
| 1.               | Niederlande      | 5                | 16:9             | 15               |
| 2.               | Australien       | 5                | 14:10            | 10               |
| 3.               | Neuseeland       | 5                | 13:11            | 9                |
| 4.               | Indien           | 5                | 11:13            | 4                |
| 5.               | Südafrika        | 5                | 9:15             | 3                |
| 6.               | Argentinien      | 5                | 8:13             | 2                |

### Qualifikation
| 25. August |  | Südafrika – Ägypten          | 5:1 (2:1) | um Platz 9–12 |
|            |  | Großbritannien – Argentinien | 4:1 (2:0) | um Platz 9–12 |
|            |  | Neuseeland – Südkorea        | 4:3 (2:1) | um Platz 5–8  |
|            |  | Pakistan – Indien            | 3:0 (0:0) | um Platz 5–8  |
|            |  | Niederlande – Deutschland    | 3:2 (1:1) | Halbfinale    |
|            |  | Spanien – Australien         | 3:6 (1:3) | Halbfinale    |

### Finale

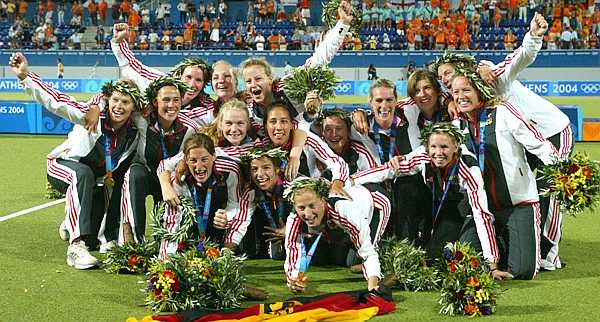
Olympiasieger Deutschland

| 27. August |  | Ägypten – Argentinien      | 2:4 (1:2)                    | um Platz 11 |
|            |  | Südafrika – Großbritannien | 1:1 n. V. (1:1,0:0) 3:4 i.S. | um Platz 9  |
|            |  | Südkorea – Indien          | 2:5 (0:4)                    | um Platz 7  |
|            |  | Neuseeland – Pakistan      | 2:4 (2:1)                    | um Platz 5  |
|            |  | Deutschland – Spanien      | 4:3 n. V. (3:3,1:1)          | um Platz 3  |
|            |  | Niederlande – Australien   | 1:2 n. V. (1:1,0:1)          | Endspiel    |

| Rangliste | Rangliste      |
| Platz     | Team           |
| --------- | -------------- |
| 1.        | Australien     |
| 2.        | Niederlande    |
| 3.        | Deutschland    |
| 4.        | Spanien        |
| 5.        | Pakistan       |
| 6.        | Neuseeland     |
| 7.        | Indien         |
| 8.        | Südkorea       |
| 9.        | Großbritannien |
| 10.       | Südafrika      |
| 11.       | Argentinien    |
| 12.       | Ägypten        |

### Medaillengewinner
| | | | 4 |
| Australien | Niederlande | Deutschland | Spanien |
| --- | --- | --- | --- |
| Michael Brennan Travis Brooks Dean Butler Jamie Dwyer Nathan Eglington Troy Elder Bevan George Robert Hammond Mark Hickman Mark Knowles Brent Livermore Stephen Mowlam Michael McCann Grant Schubert Matthew Wells Liam de Young | Matthijs Brouwer Ronald Brouwer Jeroen Delmee Geert-Jan Derikx Rob Derikx Marten Eikelboom Floris Evers Erik Jazet Karel Klaver Jesse Mahieu Rob Reckers Taeke Taekema Klaas Veering Guus Vogels Teun de Nooijer Sander van der Weide | Clemens Arnold Christoph Bechmann Sebastian Biederlack Philipp Crone Eike Duckwitz Christoph Eimer Björn Emmerling Florian Kunz Björn Michel Sascha Reinelt Justus Scharowsky Christian Schulte Tibor Weißenborn Timo Wess Matthias Witthaus Christopher Zeller | Bernardino Herrera Santi Freixa Kiko Fábregas Juan Escarré Àlex Fàbregas Pablo Amat Eduardo Tubau Eduardo Aguilar Ramón Alegre Josep Sánchez Victor Sojo Xavier Ribas Albert Sala Rodrigo Garza Javier Bruses David Alegre |

## Damen
Das olympische Hockeyturnier 2004 gewann überraschend das deutsche Team gegen das favorisierte Team aus den Niederlanden. Mit zwei Toren in der 1. Halbzeit ging Deutschland mit 2:0 in Führung (Torschützen Anke Kühn, Franziska Gude). Der Niederlande gelang in der 2. Halbzeit nach einer Strafecke zwar noch der 1:2-Anschlusstreffer durch Maartje Scheepstra. Der Ausgleich, der eine Verlängerung bedeutet hätte, fiel jedoch nicht mehr. Mit dem Titel schrieben Deutschlands Hockeydamen zugleich Sportgeschichte, denn mit dem Sieg errang ein deutsches Damenteam erstmals eine Goldmedaille bei einem olympischen Hockeyturnier. Bei den Olympischen Spielen von Barcelona 1992 unterlag Deutschland noch im Finale Spanien und errang die Silbermedaille.

### Turniermodus
Die zehn Teilnehmer spielten in zwei Gruppen A und B jeder gegen jeden. Daran schlossen sich die Überkreuzspiele und die Platzierungsspiele an.

### Gruppe A
| China und Argentinien qualifizierten sich für das Halbfinale. |                          |           |
| 14. August                                                    | China – Japan            | 3:0 (1:0) |
|                                                               | Argentinien – Spanien    | 4:0 (3:0) |
| 16. August                                                    | Japan – Argentinien      | 1:3 (1:1) |
|                                                               | Neuseeland – China       | 0:2 (0:1) |
| 18. August                                                    | China – Spanien          | 3:0 (2:0) |
|                                                               | Japan – Neuseeland       | 2:0 (1:0) |
| 20. August                                                    | Neuseeland – Argentinien | 0:3 (0:1) |
|                                                               | Spanien – Japan          | 1:2 (0:2) |
| 22. August                                                    | Spanien – Neuseeland     | 2:3 (1:2) |
|                                                               | Argentinien – China      | 2:3 (2:2) |

| Tabelle Gruppe A | Tabelle Gruppe A | Tabelle Gruppe A | Tabelle Gruppe A | Tabelle Gruppe A |
| Platz            | Team             | Spiele           | Tore             | Punkte           |
| ---------------- | ---------------- | ---------------- | ---------------- | ---------------- |
| 1.               | China            | 4                | 11:2             | 12               |
| 2.               | Argentinien      | 4                | 12:4             | 9                |
| 3.               | Japan            | 4                | 5:7              | 6                |
| 4.               | Neuseeland       | 4                | 3:9              | 3                |
| 5.               | Spanien          | 4                | 3:12             | 0                |

### Gruppe B
| Die Niederlande und Deutschland qualifizierten sich für das Halbfinale. |                           |           |
| 14. August                                                              | Niederlande – Südafrika   | 6:2 (5:1) |
|                                                                         | Deutschland – Australien  | 2:1 (2:0) |
| 16. August                                                              | Südafrika – Australien    | 0:3 (0:2) |
|                                                                         | Südkorea – Niederlande    | 2:3 (1:2) |
| 18. August                                                              | Niederlande – Deutschland | 4:1 (4:0) |
|                                                                         | Südafrika – Südkorea      | 0:3 (0:2) |
| 20. August                                                              | Südkorea – Australien     | 2:2 (1:1) |
|                                                                         | Deutschland – Südafrika   | 0:3 (0:1) |
| 22. August                                                              | Deutschland – Südkorea    | 3:2 (2:1) |
|                                                                         | Australien – Niederlande  | 0:1 (0:0) |

| Tabelle Gruppe B | Tabelle Gruppe B | Tabelle Gruppe B | Tabelle Gruppe B | Tabelle Gruppe B |
| Platz            | Team             | Spiele           | Tore             | Punkte           |
| ---------------- | ---------------- | ---------------- | ---------------- | ---------------- |
| 1.               | Niederlande      | 4                | 14:5             | 12               |
| 2.               | Deutschland      | 4                | 6:10             | 6                |
| 3.               | Südkorea         | 4                | 9:8              | 4                |
| 4.               | Australien       | 4                | 6:5              | 4                |
| 5.               | Südafrika        | 4                | 5:12             | 3                |

### Qualifikation
| Beide Halbfinale wurden erst im Siebenmeterschießen entschieden. |                           |                               |              |
| 24. August                                                       | Südkorea – Neuseeland     | 2:3 n. V. (2:2,0:2)           | um Platz 5–8 |
|                                                                  | Japan – Australien        | 1:3 (1:3)                     | um Platz 5–8 |
|                                                                  | Niederlande – Argentinien | 2:2 n. V. (2:2,0:1) 4:2 i. S. | Halbfinale   |
|                                                                  | China – Deutschland       | 0:0 n. V. (0:0,0:0) 3:4 i. S. | Halbfinale   |

### Finale
| 26. August | Spanien – Südafrika       | 3:4 n. V. (3:3,1:2) | um Platz 9 |
|            | Südkorea – Japan          | 3:1 (3:1)           | um Platz 7 |
|            | Neuseeland – Australien   | 0:3 (0:1)           | um Platz 5 |
|            | Argentinien – China       | 1:0 (0:0)           | um Platz 3 |
|            | Niederlande – Deutschland | 1:2 (0:2)           | Endspiel   |

| Rangliste | Rangliste   |
| Platz     | Team        |
| --------- | ----------- |
| 1.        | Deutschland |
| 2.        | Niederlande |
| 3.        | Argentinien |
| 4.        | China       |
| 5.        | Australien  |
| 6.        | Neuseeland  |
| 7.        | Südkorea    |
| 8.        | Japan       |
| 9.        | Südafrika   |
| 10.       | Spanien     |

### Medaillengewinnerinnen

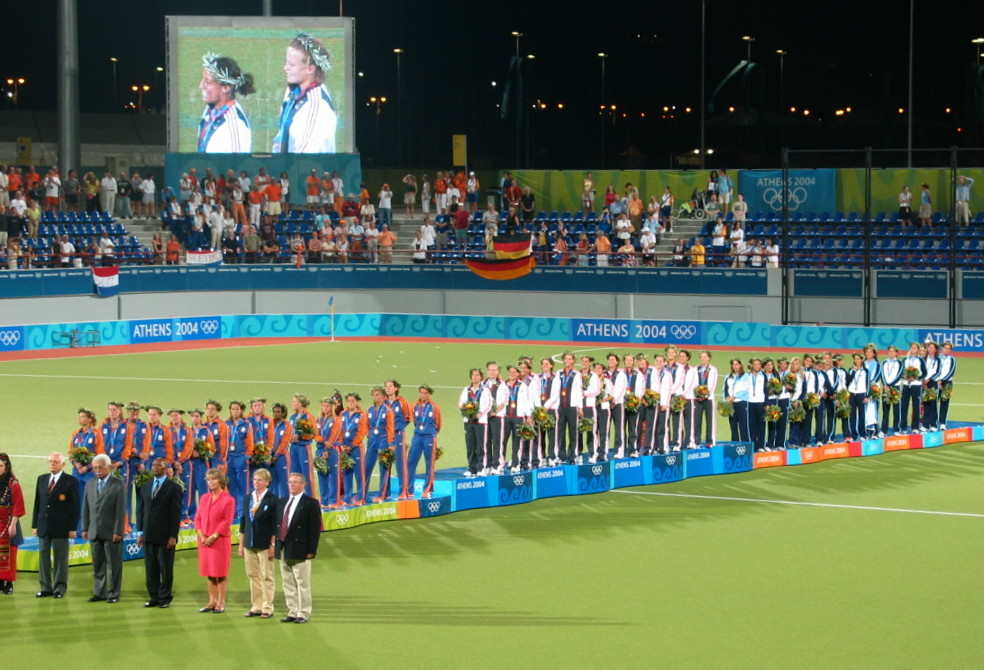
Athen 2004 – Siegerehrung der Hockeydamen

| | | | 4 |
| Deutschland | Niederlande | Argentinien | Volksrepublik China |
| --- | --- | --- | --- |
| Tina Bachmann Caroline Casaretto Nadine Ernsting-Krienke Franziska Gude Mandy Haase Natascha Keller Denise Klecker Anke Kühn Badri Latif Heike Lätzsch Sonja Lehmann Silke Müller Fanny Rinne Marion Rodewald Louisa Walter Julia Zwehl | Clarinda Sinnige Lisanne de Roever Macha van der Vaart Fatima Moreira de Melo Jiske Snoeks Maartje Scheepstra Miek van Geenhuizen Sylvia Karres Mijntje Donners Ageeth Boomgaardt Minke Smabers Minke Booij Janneke Schopman Chantal de Bruijn Eefke Mulder Lieve van Kessel | Magdalena Aicega Mariela Antoniska Inés Arrondo Luciana Aymar Claudia Burkart Soledad García Mariana González Oliva Alejandra Gulla María de la Paz Hernández Mercedes Margalot Vanina Oneto Cecilia Rognoni Mariné Russo Ayelén Stepnik Paola Vukojicic Marina Di Giácomo | Nie Ya Li Chen Zhaoxia Ma Yibo Cheng Hui Mai Shaoyan Huang Junxia Fu Baorong Li Shuang Gao Lihua Tang Chunling Zhou Wanfeng Chen Qunqing Hou Xiaolan Zhang Yimeng Qiu Yingling Chen Qiuqi |